# Гавронский, Яков Осипович
Яков Осипович Гавронский (20 мая 1878 — 24 сентября 1948) — российский врач и учёный-медик, химик-органик.
Эсер, публицист, пресс-атташе российского посольства (Временного правительства) в Великобритании (1917), жил в Лондоне.
Переводил научные монографии по биохимии на английский язык.

## Семья
Братья — режиссёр А. О. Гавронский и философ Д. О. Гавронский. Двоюродный брат — поэт М. О. Цетлин.
Первым браком (1908—1913) был женат на враче Розе Исидоровне Шабад (племяннице Цемаха Шабада), вторым браком — на Марии Евсеевне Гавронской (урождённой Калмановской, 1890—1955). Похоронен на Еврейском кладбище Голдерс Грин.
Сын — канадский архитектор и дизайнер интерьера Ашер Грэнсби (Ашер Барух Бенедикт Гавронский, 1914—2009). Другой сын Лео (1915—1942) погиб на фронте.